# اشمه، دارفور
اشمه یک منطقهٔ مسکونی در سودان است که در دارفور جنوبی واقع شده‌است.